# Francisco Rúa
Francisco Rúa (* 4. Februar 1911 in Buenos Aires; † 5. August 1993 ebenda) war ein argentinischer Fußballspieler. Der Stürmer nahm an der Fußball-Weltmeisterschaft 1934 teil.

## Karriere

### Verein
Im Profifußball spielte Rúa ab 1932, als er sich Talleres aus Remedios de Escalada anschloss. Dort und auch beim CA Lanús spielte er jedoch nicht regelmäßig und wechselte in den Amateurfußball zu Sportivo Dock Sud, das ihm durch gute Leistungen und aufgrund von Verbandsstreitigkeiten die Teilnahme an der Weltmeisterschaft in Italien ermöglichte. Weitere bekannte Vereine, für die er spielte, sind Vélez Sarsfield, die Newell’s Old Boys, CA Estudiantes und der CA Temperley.

### Nationalmannschaft
Rúa wurde 1934 von Nationaltrainer Filippo Pascucci in den Kader der Nationalmannschaft für die Weltmeisterschaft in Italien berufen. Im Achtelfinale, dem ersten und gleichzeitig letzten Turnierspiel der Albiceleste, spielte er bei der 2:3-Niederlage gegen Schweden.

## Erfolge
- Meister der Liga Mendocina: 1931, 1933, 1937, 1939